# Bán đảo Taymyr

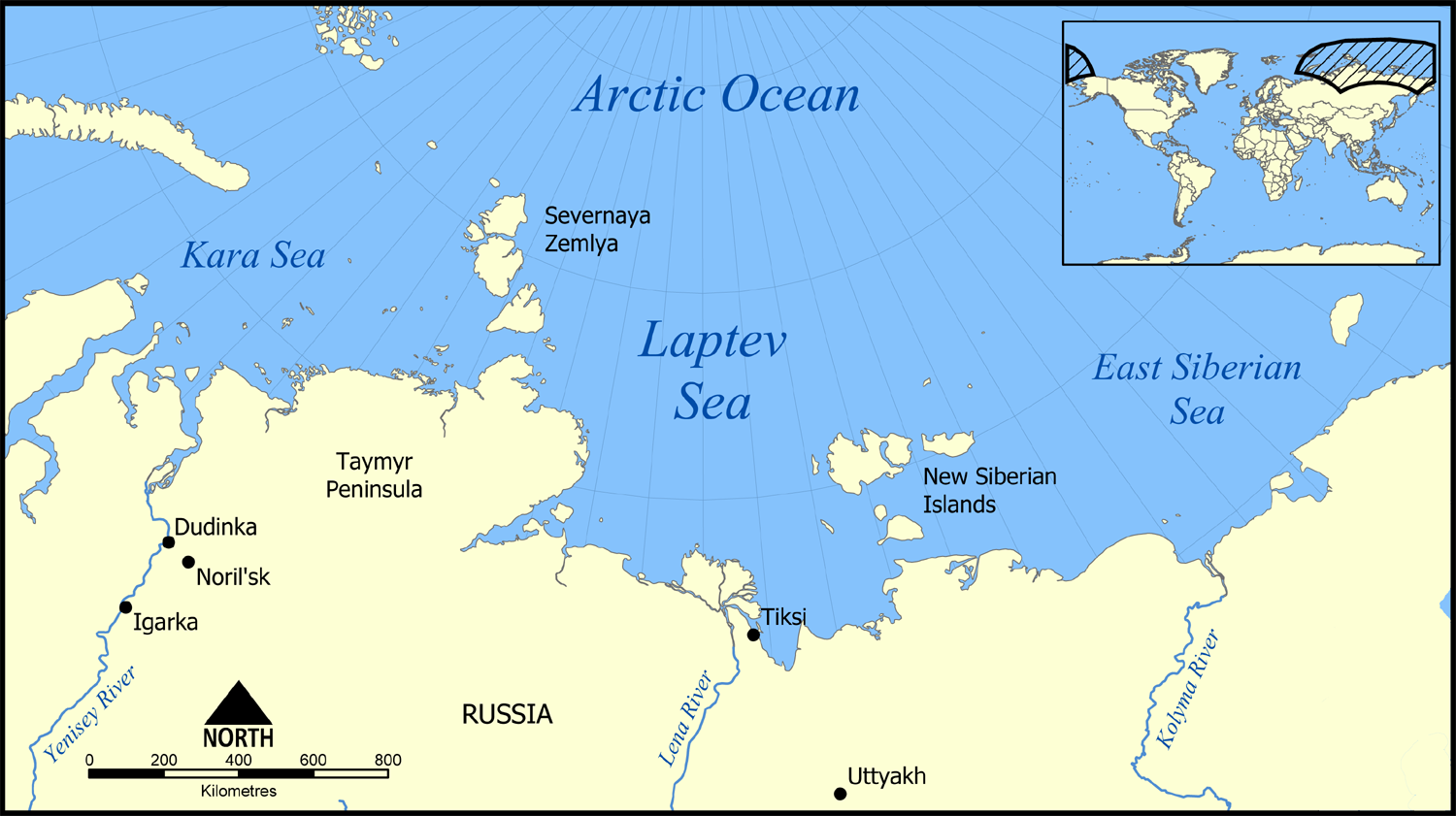
Bản đồ vùng Bắc cực của Nga

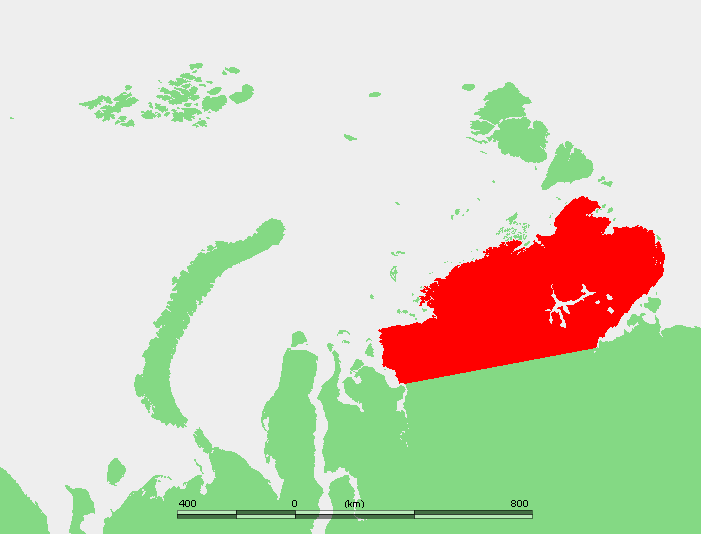
Vị trí của bán đảo Taymyr

Bán đảo Taymyr (tiếng Nga: Полуостров Таймыр, Таймырский полуостров) là một bán đảo tại Siberi tạo thành phần xa nhất về phía bắc của châu Á đại lục. Nó nằm giữa vịnh Enisei của biển Kara và vịnh Khatanga của biển Laptev trong vùng Krasnoyarsk của Liên bang Nga. phía bắc bán đảo này là quần đảo Severnaya Zemlya. Mũi Chelyuskin, điểm xa nhất về phía bắc của đại lục Á-Âu, nằm ở đầu phía bắc của bán đảo Taymyr.
Về mặt hành chính, bán đảo Taymyr nằm trong sự quản lý của vùng Krasnoyarsk. Nó là lãnh thổ của huyện đặc biệt, gọi là huyện Taymyr. Các đô thị lớn nhất có Norilsk và Dudinka.

## Lịch sử nghiên cứu
Trong thời gian của cuộc Thám hiểm phương Bắc Lớn năm 1736 của Vasili Vasilyevich Pronchishchev người ta đã nghiên cứu vùng duyên hải phía đông của bán đảo, từ vịnh Khatanga tới vịnh Faddey. Trong giai đoạn từ năm 1739 tới năm 1741 thì nghiên cứu và miêu tả địa lý đầu tiên về Taymyr đã được Khariton Prokofievich Laptev thực hiện. Ông cũng là người đầu tiên đưa ra bản đồ chi tiết chính xác về bán đảo. Năm 1741 Semen Ivanovich Chelyuskin tiếp tục nghiên cứu vùng duyên hải phía đông và trong năm 1742 ông phát hiện ra điểm cực bắc của Taymyr — mũi đất mà sau này được đặt tên theo tên ông — mũi Chelyuskin.
Bán đảo Taymyr cũng được nhà thám hiểm Nga Aleksandr Fyodorovich Middendorff nghiên cứu kỹ lưỡng và miêu tả khoa học. Đóng góp lớn trong nghiên cứu địa chất và địa hình Taymyr là của Nikolay Nikolayevich Urvantsev.

## Địa hình
Theo đặc trưng bề mặt, bán đảo Taymyr có thể chia ra làm 3 phần: vùng trũng Bắc Siberi, miền đồi núi của dãy núi Byrranga với chiều cao đạt tới 1.125 m trên mực nước biển và kéo dài từ tây nam về hướng đông bắc, vùng bình nguyên ven biển dọc theo vùng bờ biển của biển Kara.
Các con sông lớn nhất trên bán đảo Taymyr là: sông Pyasina, sông Thượng và Hạ Taymyr, sông Khatanga.
Các hồ lớn nhất có: hồ Taymyr, hồ Pyasino, hồ Lama, hồ Melkoye, hồ Kungasalakh.
Các vũng và vịnh lớn nhất vịnh Middendorff, vịnh Pyasina, vịnh Simsa, vũng Taymyr, vịnh Tereza Klavenes, vịnh Faddey, vũng Maria Pronchishcheva.

## Khí hậu
Vùng duyên hải bán đảo Taymyr bị đóng băng trong phần lớn thời gian của năm; trung bình là từ tháng 9 năm trước tới tháng 6 năm sau. Mùa hè ngắn ngủi, đặc biệt là tại vùng duyên hải đông bắc, nơi tiếp giáp với biển Laptev. Vào sâu trong bán đảo thì khí hậu mang tính chất của khí hậu lục địa với các mùa đông khắc nghiệt có nhiệt độ rất thấp và thường xuyên có băng đông cứng.
Bán đảo Тaymyr nằm trong khu vực Bắc cực và cận Bắc cực, nghĩa là với khí hậu cực kỳ khắc nghiệt. Trên bán đảo này có mùa đông lạnh lẽo kéo dài với nhiệt độ có thể xuống thấp dưới −60 °C và mùa hè mát mẻ nhưng ngắn ngủi. Các trận bão tuyết mạnh thường hay xuất hiện, đôi khi kéo dài tới vài tuần. Ở đây thường xuyên có những trận gió thổi rất mạnh.
Trên bán đảo Taymyr chủ yếu là các loại đất lãnh nguyên, Bắc cực và gley. Lãnh thổ bán đảo Taymyr được liệt kê vào loại băng giá vĩnh cửu.
Tại điểm cực bắc của bán đảo — mũi Chelyuskin — nhiệt độ trung bình năm trong không khí là -14,1 °С, nhiệt độ trung bình tháng 1 là -27,7 °С, trong tháng 7 là +1,5 °C.
Tại Dudinka nhiệt độ trung bình tương ứng là: -10,1 °С; -28,5 °С; +13,2 °C.
Tại Khatanga: -13,2 °С; -38,0 °С; +13,1 °C.
Lượng giáng thủy chủ yếu có được trong mùa hè. Hướng gió chủ đạo trong mùa hè là gió bắc còn trong mùa đông là gió nam.
Nhiều xoáy thuận Đại Tây Dương kết thúc chu trình tồn tại của mình trên bán đảo Taymyr, vì thế nó còn được gọi là mồ chôn các trận bão.

## Thực vật

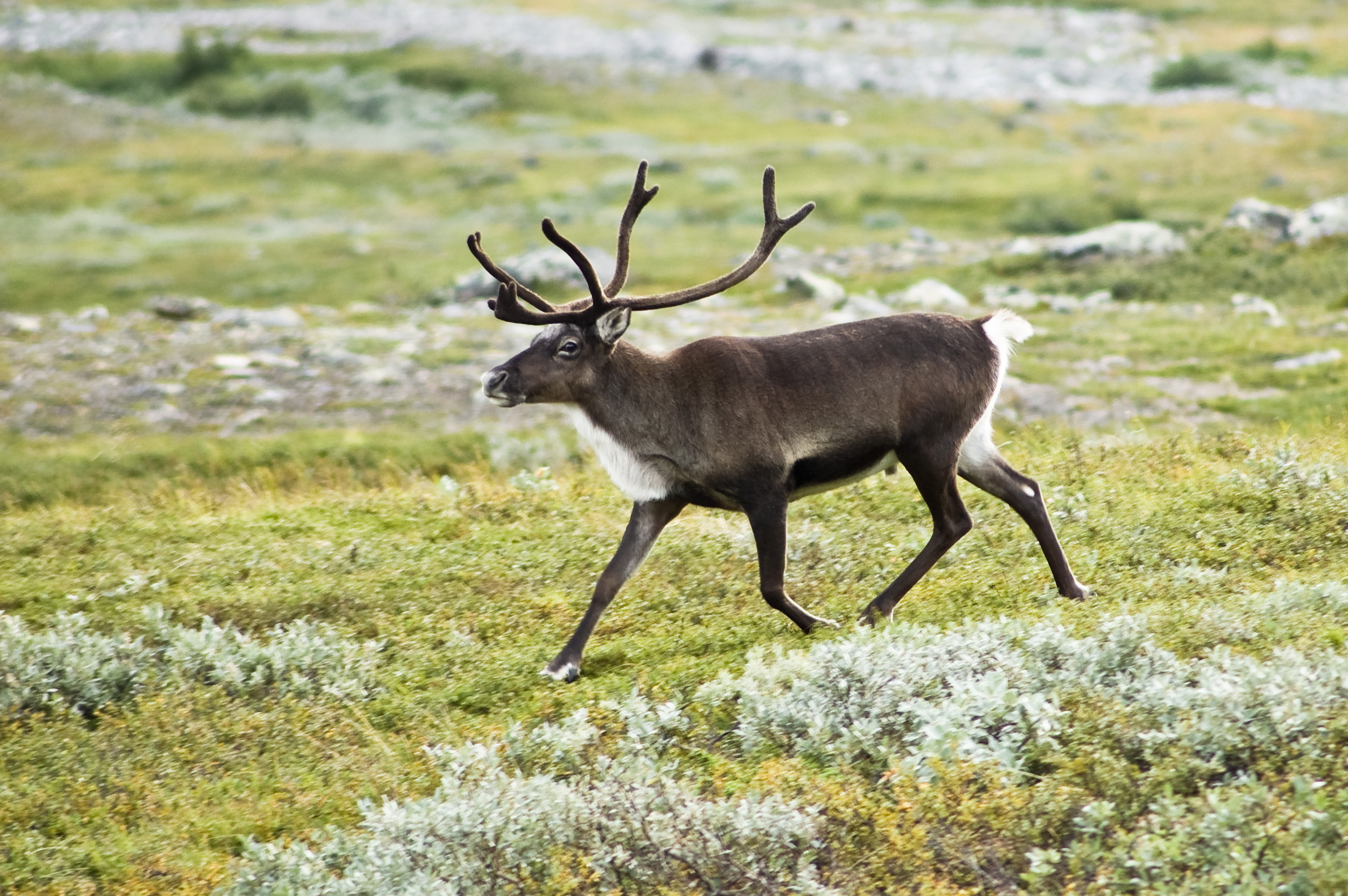
Tuần lộc

Đối với phần phía bắc bán đảo Taymyr thì đặc trưng là sự thiếu vắng hoàn toàn các loài địa y, sự phổ biến nhỏ của lãnh nguyên rêu. Các dạng cây bụi tại đây có dâu quạ (Empestrum spp.), việt quất (Vaccinium vitis-idaea), trà Labrador đầm lầy (Rhododendron tomentosum), cỏ gà gô (Dryas spp.). Tại các chỗ trũng của lãnh nguyên Taymyr là rêu che phủ, và khi mùa hè tới thì xuất hiện các loài thực vật có hoa, thỉnh thoảng thấy xuất hiện các rặng liễu Bắc cực (Salix arctica). Thảm cỏ che phủ tại miền bắc Taymyr là khá nghèo nàn, nhưng tại phía nam thì phong phú hơn. Tại phần phía nam Taymyr có các loài cây bụi lãnh nguyên như liễu (Salix spp.), mộc tặc (Equisetum spp.), bạch dương lùn (Betula nana). Cũng bắt gặp các loài cỏ trong chi Poa, cỏ đuôi cáo (Alopecurus spp.), anh túc Bắc cực (Papaver dahlianum). Các loài hoa có giá trị nhất trên bán đảo Taymyr được coi là hoa kim liên hay nụ vàng (Trollius spp.).
Rừng-lãnh nguyên phân bố ở phía nam vùng lãnh nguyên điển hình. Thảm thực vật thân gỗ trên bán đảo Taymyr là tiến xa nhất về phía bắc trên thế giới, gần như đạt tới vĩ độ 73° vĩ bắc (trong khu vực sông Khatanga). Thung lũng Khatanga ở phía bắc vĩ tuyến 68° vĩ bắc vẫn có rừng, với thành phần chủ yếu là các loài thông rụng lá (Larix spp.), vân sam (Picea spp.) và bạch dương (Betula spp.). Các loài cây thân gỗ tại đây có thể cao trên 20 m và đường kính thân cây tới 1 m. Thích nghi tốt với các điều kiện của rừng lãnh nguyên là loài thông rụng lá Daur (Larix gmelinii) thay thế cho loài thông rụng lá Siberi (Larix sibirica) ở phía đông từ thượng nguồn sông Pyasina, và tiến tới phía bắc dưới dạng rừng thưa tới vĩ tuyến 72° 21' vĩ bắc.
Cây thân gỗ trong rừng lãnh nguyên có dạng bị áp chế ("rừng cong"), với nhiều cây có phần ngọn bị khô quắt lại, nhiều cây bò sát mặt đất.
Cao hơn 300–350 m trên mực nước biển là lãnh nguyên miền núi. Trong các rừng lãnh nguyên thì địa y che phủ một diện tích lớn, trong đó địa y tuần lộc (Cladonia rangiferina), cùng với các loài cây bụi khác, là nguồn thức ăn chính của tuần lộc (Rangifer tarandus).

## Động vật

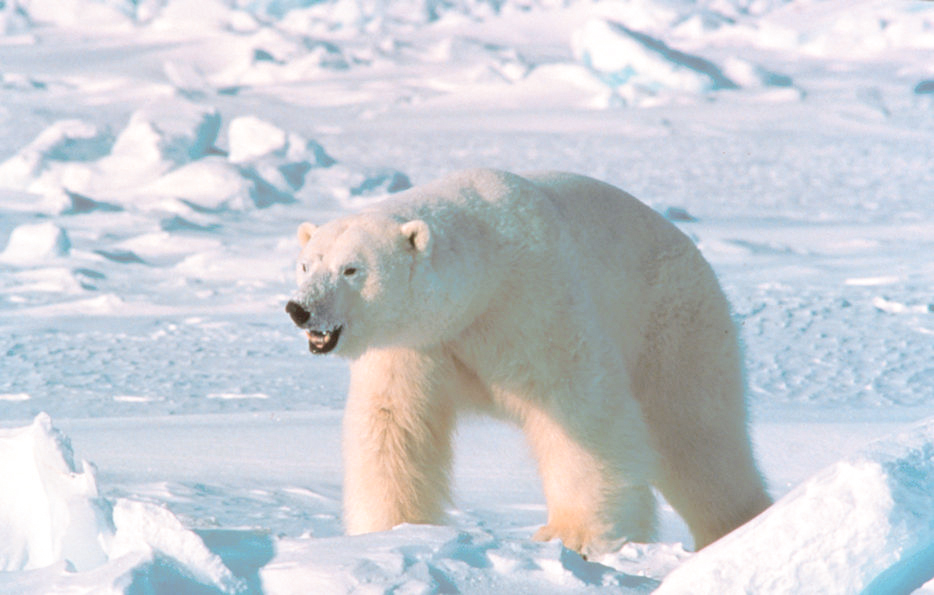
Gấu trắng Bắc cực

Thế giới động vật của bán đảo Taymyr là các loài thú khác nhau như chồn ecmin (Mustela erminea), chồn gulo (Gulo gulo), chồn nâu (Martes zibellina), cáo Bắc cực (Vulpes lagopus), trên vùng bờ biển là gấu trắng (Ursus maritimus) v.v, chim như ngỗng, vịt, chim lặn (Gavia spp.), cốc (Phalacrocorax), gà gô trắng lãnh nguyên (Lagopus mutus), cú Bắc cực (Nyctea scandiaca), cắt (Falco spp.) v.v, cá như cá hồi trắng (Coregonus spp.), cá tầm (Acipenser spp.), các loài cá hồi trong chi Thymallus và Hucho và v.v. Ở đây cũng có tuần lộc sinh sống và nó là loài gia súc cơ bản của cư dân bản địa phương bắc. Bên cạnh đó còn có cừu núi (Ovis ammon). Khoảng giữa thập niên 1970 trên bán đảo Taymyr người ta bắt đầu thử nghiệm việc tái thích nghi thủy thổ cho loài bò xạ (Ovibos moschatus), trước kia đã từng sinh sống ở đây nhưng đã bị tuyệt chủng tại Bắc Á khoảng 2.000 năm trước. Hiện tại, theo một số đánh giá, trong vùng lãnh nguyên Taytmyr có khoảng gần 1.500 con bò xạ, chủ yếu sinh sống trên phần phía đông của bán đảo.
Trong các biển bao quanh Taymyr sinh sống các loài hải cẩu như hải cẩu vòng (Phoca hispida), hải cẩu râu (Erignathus barbatus), hải tượng (Odobenus rosmarus) và cá heo trắng (Delphinapterus leucas).

## Dân cư

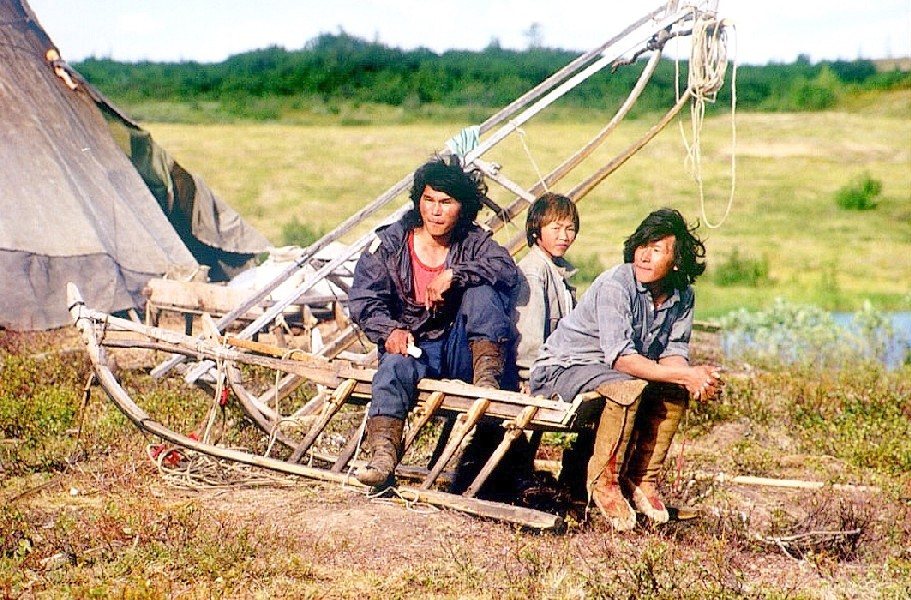
Người bản địa Taymyr

Khu vực cô lập hoang vu này là quê hương của người Nganasan, hiện còn duy trì các tập tục của Shaman giáo

## Kinh tế
Tập đoàn MMC Norilsk Niken có các hoạt động khai thác mỏ trên bán đảo. Các hoạt động luyện kim của tập đoàn này diễn ra tại thành phố Norilsk gần với bán đảo. Quặng niken tinh chế và các sản phẩm khác của tập đoàn này được vận chuyển theo một tuyến đường sắt ngắn nối với cảng Dudinka trên sông Enisei, và từ đây bằng tàu tới Murmansk và các cảng khác.

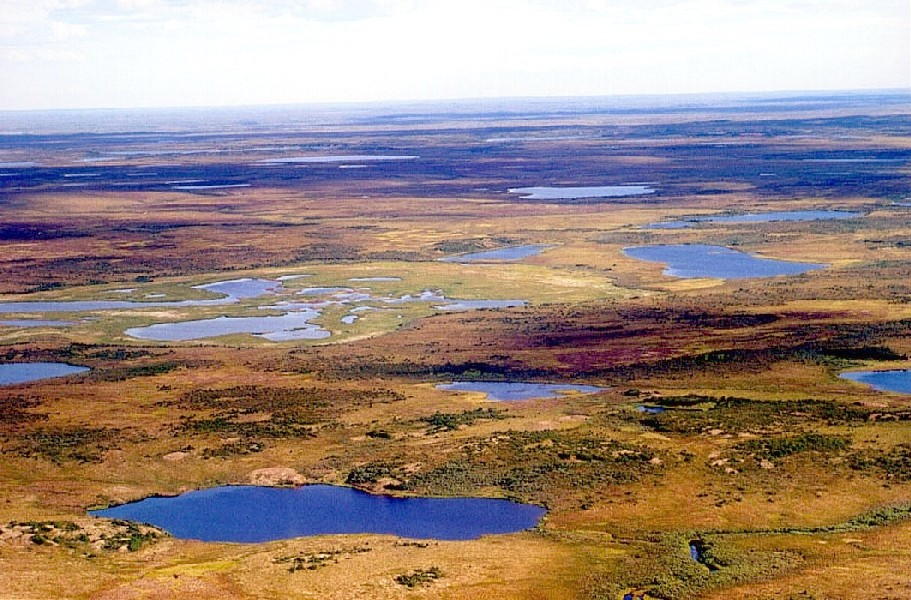
Cảnh quan Taymyr

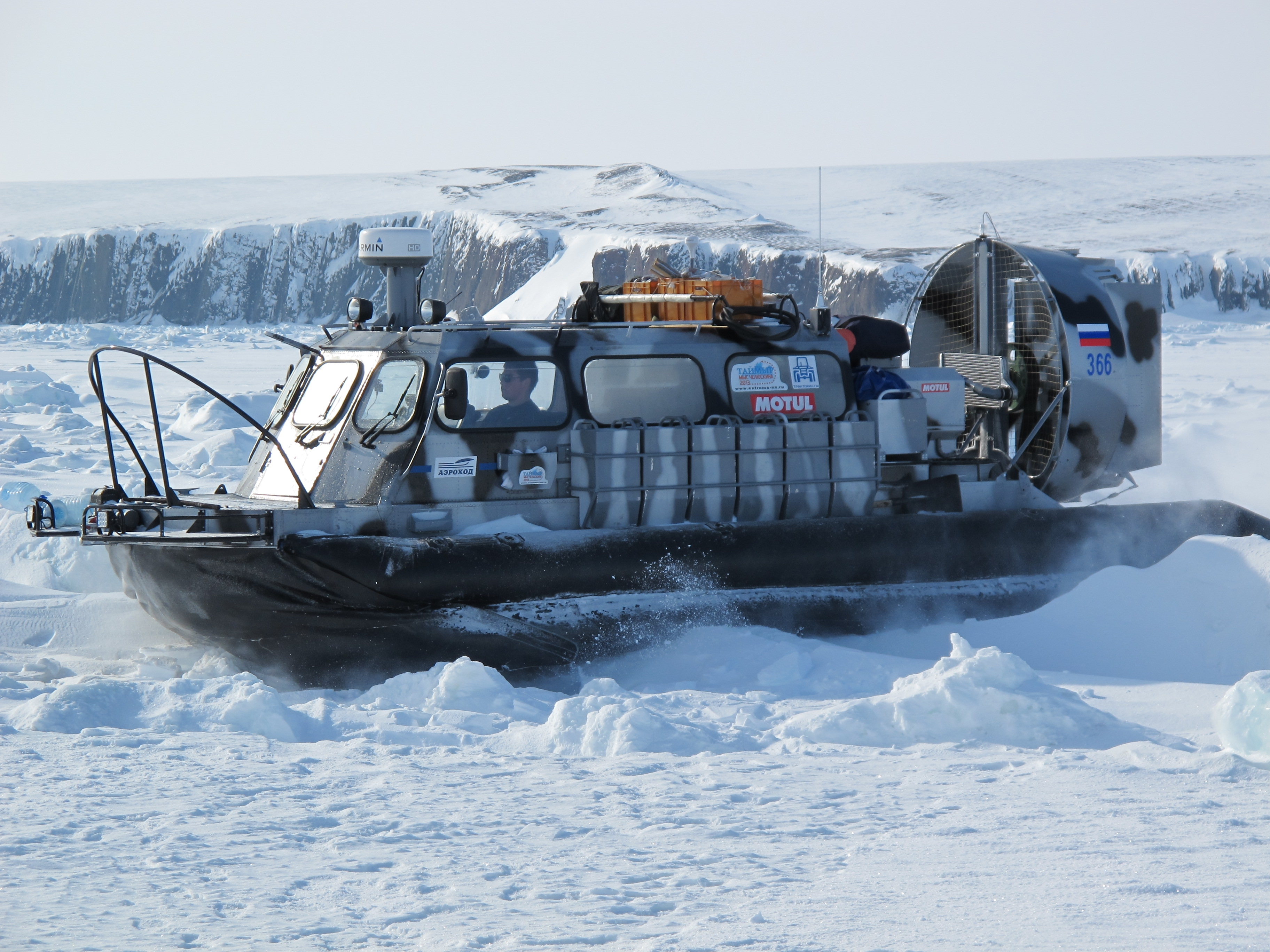
Nhà thám hiểm Taymyr hai vật túi hơi Hivus-10 tháng tư 2013